# Jakub Xaver Ticin
Jakub Xaver Ticin SJ (latinsky Jacobus Xaverius Ticinus; 1. srpna 1656 Wittichenau – 17. dubna 1693 poblíž Bělehradu ) byl lužickosrbský jezuita a jazykovědec. Byl prvním, kdo napsal jazykový kurz pro výuku lužické srbštiny na základě vědeckých principů.
Pozákladním vzdělání ve škole budyšínského katedrálního kláštera odešel Ticin do Čech, vstoupil do jezuitského řádu a studoval na pražské univerzitě. Kromě kněžských povinností se věnoval také vědeckým studiím slovanských jazyků. Jako základ své práce na srbštině použil známý dialekt z oblasti Wittichenau.
Ve své vlasti propagoval poutě k milostnému obrazu v Rosenthalu a vypracoval zprávu o legendách a zvycích spojených s tamní sochou Panny Marie. V době konfesionalizace byly tyto pouti důležitou kotvou katolické a lužickosrbské identity v převážně protestantské Horní Lužici .
Ticin zemřel před Bělehradem během turecké války, které se účastnil jako polní kaplan v armádě prince Evžena.
V roce 1994 bylo po Ticinovi pojmenováno náměstí v jeho rodném městě Wittichenau.

## Dílo
- Principia linguae wendicae quam aliqui wandalicam vocant. Praha 1679 ( Nově publikováno jako dotisk. Frido Michałk, Bautzen 1985).[1]
- Epitome Historiae Rosenthalensis, sive Compendiaria Narratio de Origine, ac Cultu pervetustae BV Mariae Statuae, v Pago Rosenthal Lusatiae superioris. Praha 1692.[2]